# Sarcotheca laxa
Sarcotheca laxa là một loài thực vật có hoa trong họ Chua me đất. Loài này được (Ridl.) Knuth miêu tả khoa học đầu tiên năm 1930.